# Clupeichthys perakensis
Clupeichthys perakensis és una espècie de peix pertanyent a la família dels clupeids.

## Descripció
- Pot arribar a fer 4 cm de llargària màxima.
- 12-18 radis tous a l'aleta dorsal i 16-27 a l'anal.[6][7]

## Alimentació
Menja sobretot zooplàncton i insectes.

## Hàbitat
És un peix d'aigua dolça, pelàgic i de clima tropical (6°N-3°N).

## Distribució geogràfica
Es troba a Malàisia (el riu Perak) i Indonèsia (Sumatra).

## Observacions
És inofensiu per als humans.